# 9 novembre 1983
Le mercredi 9 novembre 1983 est le 313e jour de l'année 1983.

## Naissances
- Aleš Remar, joueur slovène de hockey sur glace
- Anastasia Krouglova, joueuse de volley-ball russe
- Andreas Lasnik, footballeur autrichien
- Gabriel Tamaș, footballeur roumain
- James Percival, joueur de rugby
- Jamie Greubel, bobeuse américaine
- Jennifer Ayache, chanteuse française
- Kuo Cheng-wei, archer taïwanais
- Maja Włoszczowska, coureuse cycliste polonaise
- Mangal Singh Champia, archer indien
- Michael Turner, footballeur anglais
- Natalie Bible', réalisatrice, scénariste, productrice, photographe et actrice américaine
- Nordin Gerzić, footballeur suédois
- Tony Barnette, lanceur droitier de baseball
- Tuuli Petäjä, véliplanchiste finlandaise
- Aflah Bekkaye, réalisateur, producteur, PALMVISION Algérie

## Décès
- André Chamson (né le 6 juin 1900), essayiste, historien et romancier français